# Jean Bastard
Jean Bastard, parfois orthographié Bastart, ayant vécu au xvie siècle est un compositeur français.

## Biographie
Il est maître des enfants de la Sainte-Chapelle de Bourges entre 1536 et 1552. Il compose notamment des chansons à quatre voix, ainsi que des motets.